# Style industriel (architecture)

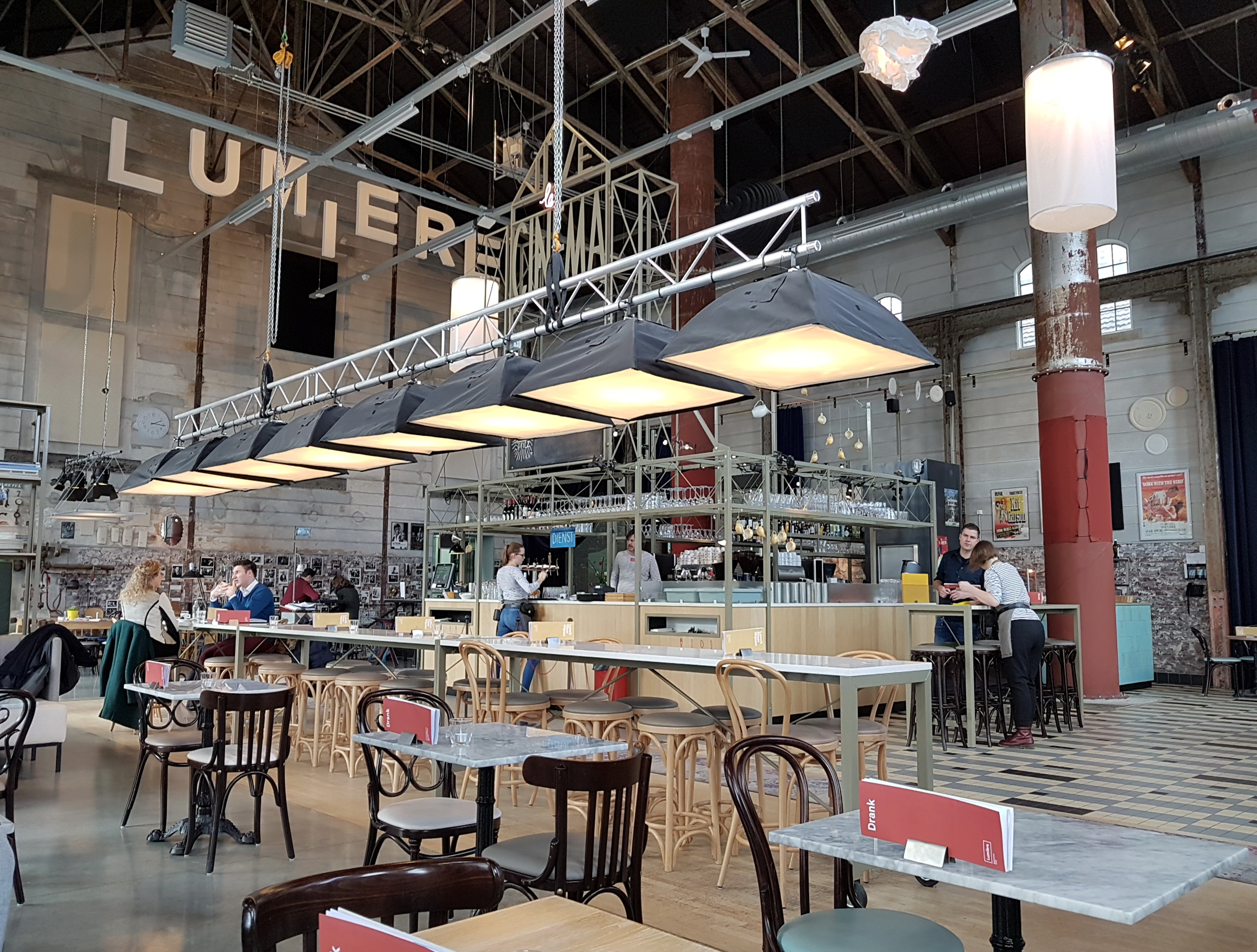
intérieur du Maastricht, Lumière café-restaurant construit dans une ancienne usine

Le style industriel est un style architectural reprenant des codes de l'architecture industrielle pour des bâtiments et des aménagements intérieurs.
Il vient des architectures des usines et des entrepôts apparus à la fin du XIXe siècle. Les premiers bâtiments industriels sont construits à la fin des années 1700, ils étaient pensés avant tout pour être utilitaires. En l’absence d'électricité, des structures étroites avec de grandes fenêtres ont été construites pour que les postes de travail puissent profiter d’une lumière naturelle abondante. Ces bâtiments possédaient souvent des murs en briques, des sols en béton et des armatures métalliques apparentes[réf. souhaitée].